# SPN1
SPN1‏ (Snurportin 1) هوَ بروتين يُشَفر بواسطة جين SPN1 في الإنسان.